# Meltingen
Meltingen is een gemeente en plaats in het Zwitserse kanton Solothurn en maakt deel uit van het district Thierstein.
Meltingen telt 617 inwoners.
Bij Meltingen ligt het natuurgebied Kaltbrunnental met rotspartijen, spelonken en watervallen. De hoogste top daar is 586 meter.